# HST J133617-00529
HST J133617-00529 è un ammasso di galassie situato in direzione della costellazione di Vergine alla distanza di oltre 4,1 miliardi di anni luce dalla Terra.
Questo ammasso di galassie distante fa parte di un gruppo di 92 nuovi ammassi scoperti a seguito di un periodo di osservazioni effettuati nell'arco di sei anni dal Telescopio spaziale Hubble nell'ambito del programma Medium Deep Survey condotto da ricercatori della Carnegie Mellon University e i cui dati sono stati pubblicati nel 1998 sull'Astronomical Journal.